# 伯耶·萨尔明
安德斯·伯傑·薩爾明（瑞典語：Anders Börje Salming，1951年4月17日—2022年11月24日），綽號“國王”，是瑞典職業冰球運動員，司職後衛。他曾效力於布萊納斯IF隊、多倫多楓葉隊、底特律紅翼隊和AIK體育俱樂部。薩爾明是最早在國家冰球聯盟產生影響的歐洲球員之一，為後代歐洲球員進入國家冰球聯盟鋪平了道路。他是他那個時代最傑出的防守隊員之一，並於1996年入選冰球名人堂。他在楓葉隊效力的多個賽季令人印象深刻，保持著無數的球隊記錄，包括最多的助攻. 薩爾明還在國際比賽中為瑞典國家隊效力。 也因此入選國際冰球聯合會百年紀念全明星隊。2017年，薩爾明被評為歷史上“100位最偉大的國家冰球聯盟球員”之一。
薩爾明於2022年8月宣布，他被診斷出患有肌萎縮側索硬化症，並於同年的11月因此病逝世，享壽71歲。